# Gruta de Niaux
La gruta o cueva de Niaux (del francés: Grotte de Niaux) es una cueva prehistórica de Francia que cuenta con pinturas rupestres del Paleolítico Superior, en especial numerosas figuraciones parietales magdalenienses. La cueva se encuentra semioculta a media ladera en el valle de Vicdessos, cerca del pueblo de Niaux, a unos 7 km de Tarascon-sur-Ariège, en el departamento de Ariège, región de Mediodía-Pirineos. Es parte del conjunto de cuevas rupestres de lo que se conoce como pintura franco-cantábrica.
Después de adentrarse unos 800 m desde el exterior, se alcanza el llamado Salón negro, una rotonda natural cuyas paredes se encuentran adornadas con un centenar de representaciones animales en un conjunto excepcional magníficamente conservado. Con una antigüedad de unos 13.000 años, estas pinturas realizadas con trazos negros representan a los grandes mamíferos de la fauna prehistórica de la región, como bisontes, caballo, ciervos y cabras montesas.

## Geografía

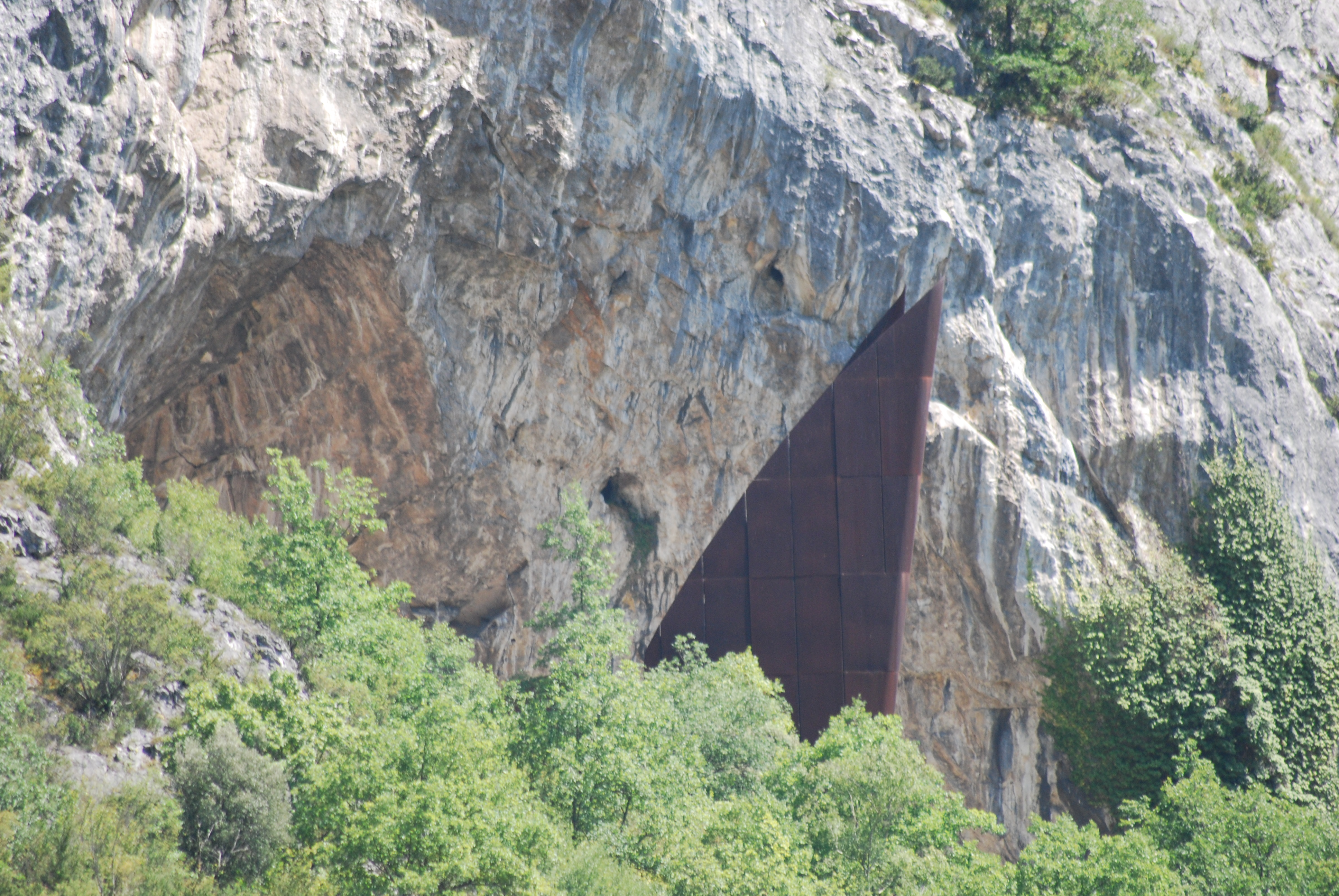
la entrada en la gruta de Niaux vista desde la gruta de la Vache, con la escultura de Massimiliano Fuksas

La gruta está situada en el valle de Vicdessos del sureste francés, en el departamento de Ariège, frente al hábitat magdaleniense de la gruta de la Vache y próxima a la cuenca de Tarascon-sur-Ariege. En la entrada se ha habilitado un pequeño espacio museográfico con un espléndido pabellón-escultura en acero corten del arquitecto italiano Massimiliano Fuksas.

## Historia
La gruta fue visitada regularmente desde el siglo XVII, como lo demuestran las muchas inscripciones encontradas en la cueva. Desde el inicio del siglo XVIII la gruta ya tuvo gran interés para los turistas de la época, quienes dejaron numerosas muescas en sus muros, aunque no se sabía que algunas de las pinturas fueran tan antiguas. Solo en 1906, gracias al capitán Molar y a sus hijos, que hicieron un mapa de la gruta y descubrieron las pinturas del Salón negro, Niaux atrajo la atención de especialistas en arqueología que reconocieron su ocupación prehistórica. En 1907 fue investigada por H. Breuill y E. Cartailhac, pero el descubrimiento de las pinturas del Salón negro fue solo el principio. En 1925, J. Mandeman encontró una galería con algunas pinturas negras y la llamó la Galería Cartailhac. Más tarde se estableció que las pinturas habían sido realizadas durante un largo período comprendido entre 11.500 y 10.500 años a. C.
Clasificada como monumento histórico de Francia desde el 13 de julio de 1911, la gruta de Niaux es parte de un conjunto subterráneo de 13 km de longitud, que también incluye la gruta de Lombrives situada en el otro lado de la montaña.

## Ocupación prehistórica

### Arte parietal

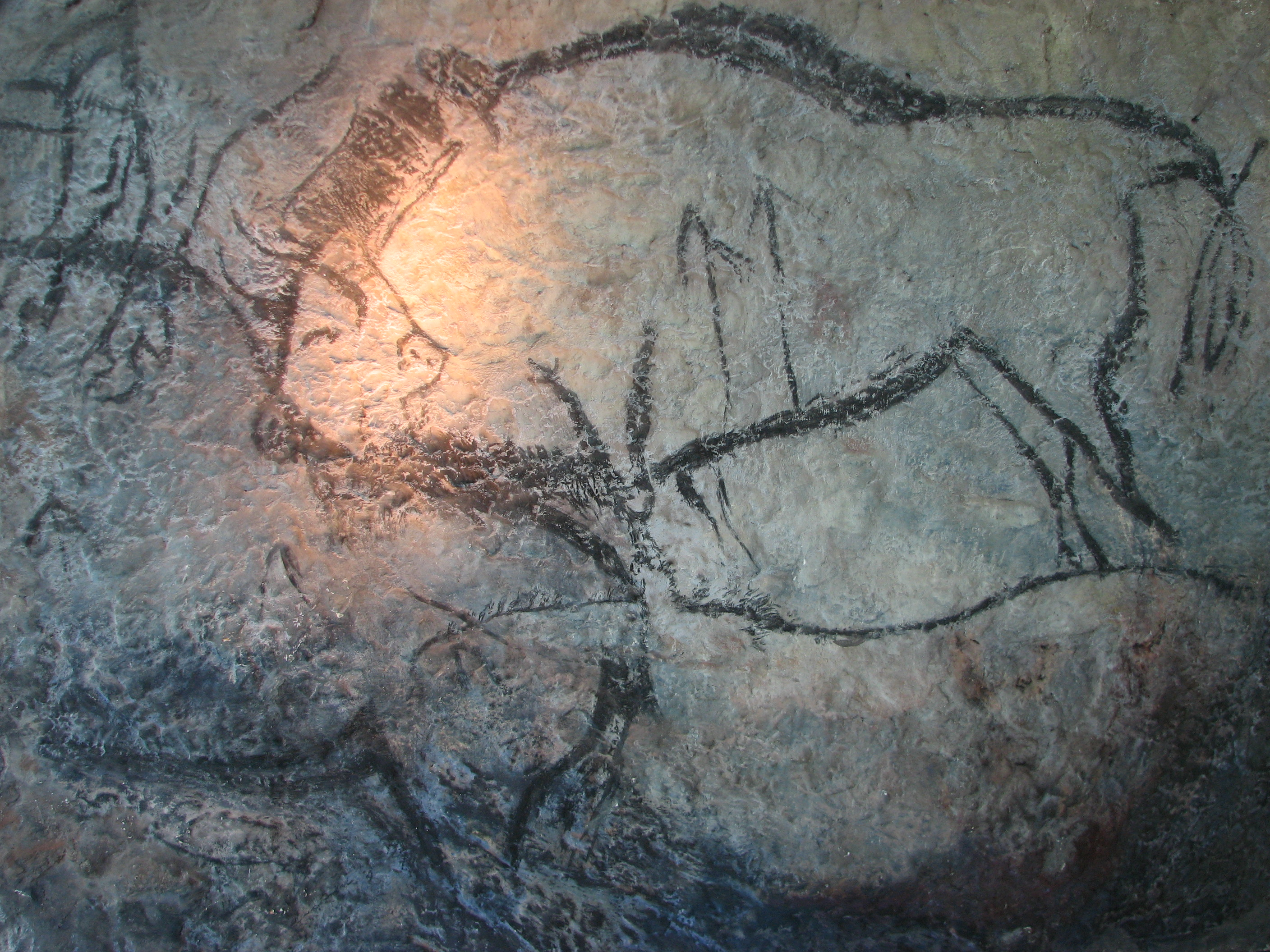
Réplica de una pared de la gruta de Niaux en la que están representados bisontes.

La gruta de Niaux contiene un conjunto muy rico de arte parietal que incluye la mayoría de especies propias de la fauna prehistórica de los Pirineos. Los animales se pintaron sobre todo con una materia negra, identificada como carbón vegetal o dióxido de manganeso, y algunas veces con un material rojo obtenido de la molienda de hematita.
La sala principal, que agrupa las representaciones de animales más espectaculares, se llama el Salón negro (Salon noir). La gruta también tiene signos tales como puntos o líneas de color rojo y negro, ya sea aislados sobre las paredes, o asociados con representaciones de animales. Las pinturas del Salón negro que contienen carbón vegetal han sido datadas por el método del carbono-14 y su edad se estima en 13.000 años. El bestiario representado comprende principalmente bisontes (54), caballos (29), caprinos (15), así como los ciervos e incluso pescados. la morfología de los caballos evoca a la del pottok actual, un caballo endémica de los Pirineos todavía presente en el País Vasco. La presencia de un trazo que esboza una comadreja merece señalarse ya que este animal raramente es representado en el arte parietal magdaleniense.

### Motivaciones de la frecuentación de la gruta
Varias hipótesis han sido propuestas sobre las razones de la ocupación de la gruta por las personas prehistóricas. Parece que la gruta no era un lugar de residencia: no se ha encontrado ningún vestigio doméstico, ya sea en la entrada o en el fondo de la gruta. Niaux es también parte de una red de grutas decoradas presentes en el valle o los valles vecinos y no funcionó como lugar de habitación o morada (gruta de Bédeilhac, red de grutas del valle de Ussat, etc.). Sin embargo, grutas que hayan sido lugar de residencia también son conocidas en la región (gruta de La Vache, gruta des Églises).
Los magdalenienses probablemente utilizaran dos entradas para la gruta de Niaux, una para acceder al Salón negro, y la otra para acceder a la red Clastres (réseau Clastres). El pasaje subterráneo entre las dos partes está actualmente inundado por varios sifones.
La persona prehistórica ha debido de penetrar profundamente en la gruta para pintar: no hay pinturas parietales identificadas a la entrada de la gruta, y el Salón negro está a más de 700 m de la que se presume era la entrada prehistórica. Este último no tenía ni una función doméstica (hábitat), ni una función práctica (almacenamiento).
Huellas de pasos humanos se han identificado en el suelo de la gruta. No quedan hoy día más que una docena de playas impresiones. La identificación de la talla de los pasos ha también demostrado que los niños habrían podido penetrar en la gruta.

### Significación de las obras magdalenienses
El arte de Niaux, como el arte paleolítico en general, no tiene como fin una simple representación figurativa y no se representa ningún elemento del paisaje  (flora, sol, montañas, etc.). Con la excepción de una pequeña cabra que parece apoyarse con sus patas delanteras en una grieta de la roca que puede parecer una línea de tierra, los animales parecen flotar en las paredes de la gruta, siguiendo la forma de la misma. Solo animales grandes aparecen representados, preferentemente aquí herbívoros. El oso y el lobo no se representan aunque estaban presentes en la región.
Un siglo de excavaciones en la región ha permitido poner en evidencia la existencia de campamentos estacionales, establecidos por grupos humanos del Paleolítico superior llegados a cazar la cabra montesa o el reno, entre otros. Seminómadas, pasarían unos nueve meses al año en el Prepirineo para descender al valle durante la temporada de invierno. La economía se basaba principalmente en el trabajo de la piel, astas y huesos de los renos. Una de las primeras hipótesis sobre el arte parietal del Paleolítico superior en toda la cadena pirenaica-cantábrica era que estaba vinculado a la caza: las obras serían representaciones de escenas de caza (parece haber flechas dibujadas sobre ciertos animales en el Salón negro) y habrían sido realizadas en el marco de ceremonias propicias a los espíritus para asegurarse una buena caza (representación solo de grandes herbívoros).
Una hipótesis propuesta a finales del siglo XIX, y puesto al día recientemente, sobre todo por Jean Clottes, pone en relación el arte paleolítico con el chamanismo. En la mayoría de las representaciones parietales paleolíticas (ya sea en Niaux o en otros lugares, como en la cueva de Lascaux, por ejemplo), los caballos y bisontes se representan muy frecuentemente aunque no forman parte de las especies más cazadas, ni para el consumo carne ni para la fabricación de herramientas. Las representaciones están convencionalmente estilizadas (patas en triángulo, la cola nunca toca los cuartos traseros) y siguen las formas de la pared. Además, algunas grutas cercanas contienen representaciones de predadores. La hipótesis del chamanismo consiste en ver en la gruta de Niaux un lugar privilegiado de encuentro entre el hombre y el mundo de espíritus de la naturaleza, que se reflejan a través de las paredes de la gruta. Se trataría entonces de un sistema social y místico en el que la interacción con los espíritus de la naturaleza era una parte integral de la vida cotidiana.

## Visitas
La gruta de Niaux está abierta al público y las visitas están estrictamente reguladas  para garantizar la conservación de las obras parietales. El recorrido se hace en pequeños grupos de hasta 20 personas y están dirigidos por un guía: de julio a septiembre hay 11 visitas diarias, con 45 minutos entre cada grupo; el resto del año solo hay tres visitas diarias. No hay sistema de iluminación permanente instalado en la gruta y cada grupo se ilumina con lámparas eléctricas portátiles, en un trayecto de unos 800 m hasta llegar al Salón negro, que contiene la mayor parte de las pinturas visibles. La otra parte de la cueva, la red Clastres, no está abierta a los visitantes.
El recorrido,  a través de dos grandes cuevas y algunos pasajes estrechos, tiene lugar en el mismo piso que recorrían los magdalenienses en su estado natural: húmedo, irregular y resbaladizo.